# Isaac Bickerstaffe
Isaac John Bickerstaffe o Bickerstaff (Dublino, 26 settembre 1733 – 1812) è stato un commediografo e librettista irlandese.

## Biografia
Isaac John Bickerstaffe nacque a Dublino nel 1733 e durante l'infanzia e prima adolescenza fu paggio di Philip Stanhope, IV conte di Chesterfield. Nel 1745 entrò nell'esercito come fante per il quinto reggimento (i Northumberland Fusiliers) e rimase di stanza ad Ensign fino al 1746, quando fu promosso tenente. Nel marzo 1755 il reggimento fu spostato a Bristol e nell'agosto dello stesso anno Bickerstaffe lasciò l'esercito dopo essere entrato in possesso di una discreta somma di denaro. Tre anni più tardi, rimasto nuovamente senza soldi, si unì nuovamente all'esercito e fu tenente a Plymouth durante la guerra dei sette anni. Nel 1763 fu congedato con onore dopo il trattato di Parigi.
Isaac Bickerstaffe arrivò a Londra per la prima volta nel 1755 e cominciò a lavorare come commediografo. La sua opera prima, il poema drammatico Leucothoé (1756), fu un fiasco e la strada verso il successo fu ostacolata anche da una pubblica diatriba con David Garrick. Nel 1760, quando era ancora arruolato nell'esercito, Bickerstaffe collaborò come librettista con il compositore Thomas Arne per l'opera Thomas and Sally, che si rivelò un grande successo prima a Londra e Dublino, per poi essere messa in scena anche a Filadelfia e Kingston. I due collaborarono anche per l'oratorio Judith (1760), prima che Bickerstaffe si affermasse come commediografo con opere teatrali basate sulla produzione di Marivaux e altri scrittori francesi. Nel 1762 Bickerstaffe e Arne collaborarono ancora nella stesura di Love in a Village, considerata la prima opera comica in inglese.
Lavori successivi includono l'opera The Maide of the Mill con il compositore Samuel Arnold (1765) e le commedie Love in the City (1767), The Padlock (1768) e The Life of Ambrose Guinet (1770). Nel 1772 Bickerstaffe fuggì in esilio in Francia dopo uno scandalo di natura omosessuale. Poco si sa della sua vita da esule, che si ritiene essere stata vissuta in condizioni di indigenza fino alla morte, avvenuta intorno al 1812.

## Opere (parziale)
- Leucothoé (1756)
- Thomas and Sally; or, The Sailor's Return (1760)
- Judith (1761)
- Love in a Village (1762)
- Daphne and Amintor (1765)
- The Maid of the Mill (1765)
- The Plain Dealer (play) (1766)
- Love in the City (1767), better known as adapted into The Romp
- The Padlock (1768)
- The Hypocrite (1768)
- Lionel and Clarissa (1768)
- The Royal Garland (1768)
- Doctor Last in his Chariot (1769)
- The Captive (1769)
- The Recruiting Serjeant (1770)
- He Wou'd If He Cou'd; or, An Old Fool Worse Than Any (1771)
- A School for Fathers (1772)
- The Sultan; or, A Peep into the Seraglio (1775)
- The Spoil’d Child (1792)